# 최현아
루시에나는(본명: 최현아, 1980년 2월 16일 ~ )은 대한민국의 여자 가수이자 재즈 음악 그룹 더버건디의 메인 보컬이다.

## 활동
2008년 9월 30일 던전앤파이터OST로 데뷔하였으며 부드러운 목소리로 많은 던파 유저들에게 알려졌다.
그는 한동안 언더그라운드에서 활동하다가 2010년 Dream Light라는 미니 앨범을 발매하였다
2013년 재즈 피아니스티인 원영조와 재즈밴드 'The Burgundy' 1집을 냈고, 현재 재즈계에서 재즈보컬로 활동중이다.

## 음반

### 발매 음반
- 2008년 9월 30일 던전앤파이터 1st 앨범
- 2010년 8월 13일 Dream Light
- 2013년 6월 25일 The Burgundy 1집 Color Of Silence 보컬